# 46-й гвардейский миномётный полк реактивной артиллерии
46-й гвардейский миномётный Свирский полк — воинская часть Вооружённых сил СССР в Великой Отечественной войне.

## История
Полк сформирован в начале 1942 года. В состав полка вошли: 27 / 1, 113 / 2, 125 / 3 огмдн.
В составе действующей армии с 15.04.1942 по 15.11.1944 года и с  09.08.1945 по 03.09.1945 года.
С момента поступления в действующую армию находится на обороне рубежа реки Свирь, в июне 1944 года   поддерживает огнём наступающие войска в ходе Свирско-Петрозаводской операции. По её окончании выведен в резерв. Участвовал в Параде Победы.
В июле 1945 года переброшен на Монголию, принял участие в Хингано-Мукденской фронтовой наступательной операции.

## Подчинение
| Дата            | Фронт (округ)            | Армия               | Корпус | Дивизия | Примечания       |
| --------------- | ------------------------ | ------------------- | ------ | ------- | ---------------- |
| 01.04.1942 года | Московский военный округ | -                   | -      | -       | -                |
| 01.05.1942 года | -                        | 7-я отдельная армия | -      | -       | -                |
| 01.06.1942 года | -                        | 7-я отдельная армия | -      | -       | -                |
| 01.07.1942 года | -                        | 7-я отдельная армия | -      | -       | -                |
| 01.08.1942 года | -                        | 7-я отдельная армия | -      | -       | -                |
| 01.09.1942 года | -                        | 7-я отдельная армия | -      | -       | -                |
| 01.10.1942 года | -                        | 7-я отдельная армия | -      | -       | -                |
| 01.11.1942 года | -                        | 7-я отдельная армия | -      | -       | -                |
| 01.12.1942 года | -                        | 7-я отдельная армия | -      | -       | -                |
| 01.01.1943 года | -                        | 7-я отдельная армия | -      | -       | -                |
| 01.02.1943 года | -                        | 7-я отдельная армия | -      | -       | -                |
| 01.03.1943 года | -                        | 7-я отдельная армия | -      | -       | -                |
| 01.04.1943 года | -                        | 7-я отдельная армия | -      | -       | -                |
| 01.05.1943 года | -                        | 7-я отдельная армия | -      | -       | -                |
| 01.06.1943 года | -                        | 7-я отдельная армия | -      | -       | -                |
| 01.07.1943 года | -                        | 7-я отдельная армия | -      | -       | -                |
| 01.08.1943 года | -                        | 7-я отдельная армия | -      | -       | -                |
| 01.09.1943 года | -                        | 7-я отдельная армия | -      | -       | -                |
| 01.10.1943 года | -                        | 7-я отдельная армия | -      | -       | -                |
| 01.11.1943 года | -                        | 7-я отдельная армия | -      | -       | -                |
| 01.12.1943 года | -                        | 7-я отдельная армия | -      | -       | -                |
| 01.01.1944 года | -                        | 7-я отдельная армия | -      | -       | -                |
| 01.02.1944 года | -                        | 7-я отдельная армия | -      | -       | -                |
| 01.03.1944 года | Карельский фронт         | 7-я армия           | -      | -       | -                |
| 01.04.1944 года | Карельский фронт         | 7-я армия           | -      | -       | -                |
| 01.05.1944 года | Карельский фронт         | 7-я армия           | -      | -       | -                |
| 01.06.1944 года | Карельский фронт         | 7-я армия           | -      | -       | -                |
| 01.07.1944 года | Карельский фронт         | 7-я армия           | -      | -       | -                |
| 01.08.1944 года | Карельский фронт         | 7-я армия           | -      | -       | -                |
| 01.09.1944 года | Карельский фронт         | 7-я армия           | -      | -       | -                |
| 01.10.1944 года | Карельский фронт         | 7-я армия           | -      | -       | -                |
| 01.11.1944 года | Карельский фронт         | 7-я армия           | -      | -       | -                |
| 01.12.1944 года | Резерв Ставки ВГК        | 7-я армия           | -      | -       | -                |
| 01.01.1945 года | Резерв Ставки ВГК        | 7-я армия           | -      | -       | -                |
| 01.02.1945 года | -                        | -                   | -      | -       | нет данных       |
| 01.03.1945 года | Московский военный округ | -                   | -      | -       | -                |
| 01.04.1945 года | Московский военный округ | -                   | -      | -       | -                |
| 01.05.1945 года | Московский военный округ | -                   | -      | -       | -                |
| 01.06.1945 года | Московский военный округ | -                   | -      | -       | предположительно |
| 01.07.1945 года | Московский военный округ | -                   | -      | -       | предположительно |
| 01.08.1945 года | Забайкальский фронт      | 39-я армия          | -      | -       | -                |
| 09.08.1945 года | Забайкальский фронт      | 39-я армия          | -      | -       | -                |
| 03.09.1945 года | Забайкальский фронт      | 39-я армия          | -      | -       | -                |

## Командиры
- майор Белов Ефим Матвеевич (с марта 1942), подполковник Мёрзлый Григорий Васильевич (с 1.1943), подполковник Власов Александр Львович (в 4.1945, с 1944 — замком по с/ч полка), подполковник Егоров Иван Фёдорович (с 5.1945);
- Нач.штаба майор Попов Игорь Владимирович (с 1944), майор Гладков Фёдор Александрович (с 5.1945, в 8.1945 — замком полка); замполит майор Григорьев, майор Гурьев Александр Данилович (с 6.1944);

Командиры дивизионов:
- 27 (сформирован 21.12.1941 на базе 2/13 ГМП) / 1 огмд — майор Целоусов Леонид Фёдорович (с 6.1944); нш д-на капитан Басюбин Виталий Александрович (1944), ст. л-т Куклаченко Илья Митрофанович (8.1945);
- 113 / 2 огмд — капитан Строкин Дмитрий Ильич (1942, затем — НШ 322 ГМП), майор Прядко Алексей Пименович (с 6.1944); нш д-на капитан Яловица Иван Иванович (8.1945);
- 125 / 3 огмд — капитан / майор Шмарев Николай Ефимович (с 1944), капитан Шарый Андрей Антонович (1945), капитан Ивинский Михаил Михайлович (8.1945); нш д-на капитан Лют-Лихошерст, Константин Юрьевич (6.1944, в 1945 — ком-р бат. 25 ГГАБр);

## Награды и наименования
| Награда (наименование)           | Дата награждения                                                | За что получена                                             |
| -------------------------------- | --------------------------------------------------------------- | ----------------------------------------------------------- |
| Почётное наименование «Свирский» | Приказ Верховного Главнокомандующего № 0174 от 2 июля 1944 года | За успешные действия в ходе Свирско-Петрозаводской операции |